# ダグラス・スローン
ダグラス・スローン(Douglas Sloan)は、アメリカ合衆国の脚本家、テレビディレクター、プロデューサー。ダグラス・スローン・プロダクションズオーナー。グルーエンターテイメントCEO。本名はダグラス・J・スローン（Douglas J. Sloan）。別名はダグ・スローン（Doug Sloan）。カリフォルニア州カラバサス出身。

## 人物
カラバサス・ハイ・スクール、ウィッティア・カレッジを経て、ニューヨーク大学ティッシュ・スクール・オブ・ジ・アーツにて映画を学ぶ。
『パワーレンジャー』でキャリアをスタートさせ、パワーレンジャーシリーズにおいて、監督、脚本、プロデューサーを務めた。その後はテレビ映画を中心に活動。2002年から2004年、2006年から2008年まではウォルト・ディズニー・テレビジョンやディズニー・チャンネルで、パワーレンジャーシリーズやディズニー・チャンネル・オリジナル・ムービーのプロデューサーと脚本を手掛けた。
2011年から2017年まではドリームワークス・アニメーションにてアニメ作品の製作総指揮とヘッドライターを担当。
2016年からロサンゼルス・アカデミー・オブ・フィギュラティヴ・アートにて講師を担当している。
2017年には『The Siren Chronicles』にて小説家デビュー。

## 受賞歴
- 2008年全米脚本家組合賞『ジョニー・カパハラ 究極のビッグウェーブ』 [4]
- 2008年ヒューマニタス賞『ジョニー・カパハラ 究極のビッグウェーブ』 [4]

## 参加作品

### テレビドラマ
- パワーレンジャー Mighty Morphin Power Rangers(1994 - 1996) - 脚本、ストーリーエディター（シーズン3のみ）、監督、スーパーバイジング・プロデューサー（第107話以降）
- バーチャル戦士トゥルーパーズ VR Troopers(1994 - 1995) - 脚本、ストーリーエディター（シーズン1のみ）、監督
- パワーレンジャー・ジオ Power Rangers Zeo(1996) - 脚本、ストーリーエディター、監督、スーパーバイジング・プロデューサー
- ビートルボーグ Big Bad Beetleborgs(1996 - 1997) - 監督
- パワーレンジャー・ターボ Power Rangers: Turbo(1997) - 脚本、ストーリーエディター（第16話まで）、監督、スーパーバイジング・プロデューサー（第16話まで）
- Sirens of the Deep(2000) - プロデューサー
- SK8(2001) - 製作総指揮
- パワーレンジャー・ニンジャストーム Power Rangers Ninja Storm(2003) - 製作総指揮、脚本
- パワーレンジャー・ダイノサンダーPower Rangers: Dino Thunder(2004) - 製作総指揮、脚本、監督、主題歌作詞、挿入歌作詞

### オリジナルビデオ
- Mighty Morphin Power Rangers Karate Club(1994) - 脚本

### 映画
- ターゲット 美しき目撃者 Silk Degrees(1994) - 脚本※ダグラス・J・スローン名義
- 誕生日の子どもたち Children on Their Birthdays(2002) - 脚本

### テレビ映画
- Someone to Die For(1995) - 製作総指揮、脚本
- Susie Q(1996) - 脚本
- 雪のビッグ・ウエーブ Johnny Tsunami(1999) - 共同製作総指揮、脚本
- モトクロスにかける夢 Motocrossed(2001) - 製作総指揮、脚本
- ジョニー・カパハラ 究極のビッグウェーブ Johnny Kapahala: Back on Board(2007) - 製作総指揮、脚本
- タイムマシン大作戦 Minutemen(2008) - 製作総指揮
- ダッドナップ パパ誘拐計画 Dadnapped(2009) - 製作総指揮
- プリンセス・プロテクション・プログラム Princess Protection Program(2009) - 製作総指揮
- スターにアイ・ラブ・ユー StarStruck(2010) - 製作総指揮
- The Boy Who Cried Werewolf(2010) - 製作総指揮、脚本
- Nicky Deuce(2013) - 共同脚本

### アニメ
- 超人ハルク The Incredible Hulk(1997) - 脚本
- RoboCop: Alpha Commando(1998 - 1999) - 脚本
- ヒックとドラゴン〜バーク島の冒険〜 Dragons: Riders of Berk(2012 - 2013) - 脚本、スーパーバイジング・プロデューサー（第4話まで）、製作総指揮（第5話以降）、ヘッドライター
- ヒックとドラゴン〜バーク島を守れ!〜 Dragons: Riders of Berk(2013 - 2014) - 脚本、製作総指揮、ヘッドライター
- ドラゴン・レースの幕開け Dawn of the Dragon Racers(2104) - 製作総指揮
- ヒックとドラゴン: 新たな世界へ! Dragons: Race to the Edge(2105 - 2018) - 製作総指揮、脚本
- バービー: ドリームハウス・アドベンチャー Barbie Dreamhouse Adventures(2018 - 2020) - 脚本

### 出演
- マイティ・モーフィン・パワーレンジャー Mighty Morphin Power Rangers(1993 - 1994)
  - 第10話「決死のフライト/Foul Play In The Sky」 - スティーブ
  - 第49話「パワーレンジャー変身不能!!/Return Of An Old Friend - Part 1」・第50話「帰ってきたグリーンレンジャー/Return Of An Old Friend - Part 2」 - キンバリーの母親の彼氏
- Cybertron(1993) - タイラー・スティール
- バーーチャル戦士トゥルーパーズ VR Troopers(1994)
  - 第33話「Defending Dark Heart: Part 3」 - スカグスの化けたカウボーイ
- パワーレンジャー・ジオ Power Rangers Zeo(1996)
  - 第15話「There's No Business Like Snow Business: Part 1」 - リポーター
  - 第39話「The Joke's on Blue」 - 第48話「Hawaii Zeo」 - プリンス・ガスケットの声
- 雪のビッグ・ウエーブ Johnny Kapahala: Back on Board(1999) - スキー・パトロール

### 著作
- The Siren Chronicles Book 1(2017)※ダグラス・J・スローン名義